# نقرة مركزية

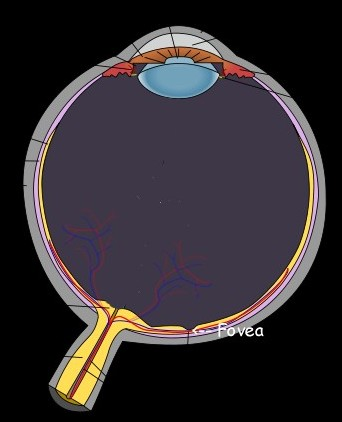
مقطع في العين اليمنى ويري موقع النقرة المركزية Fovea مقابلة للعدسة.

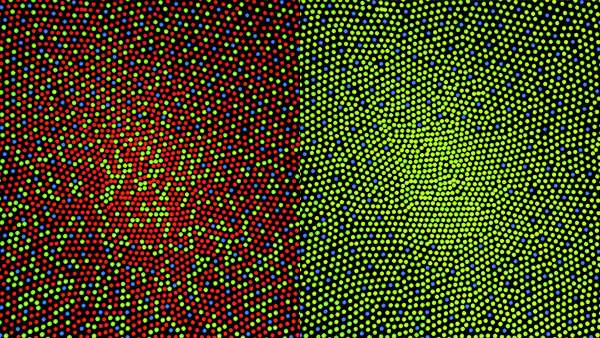
توضيح توزيع الخلايا المخروطية في النقرة fovea لشخص نظره سليم (يسار)، ولشخص مصاب بعمى الألوان (يمين). يلاحظ قلة الخلايا النبوتية والخلايا المخروطية التي ترى اللون الأزرق في كلتا الحالتين.

نقرة مركزية  (بالإنجليزية: fovea centralis)‏ هي تجويف صغير في بقعة الشبكية للعين تكثر فيه الخلايا المخروطية الحساسة للضوئين: الأحمر والأخضر. ونظرا لهذا التكاثف العالي للخلايا المخروطية الحساسة للألوان في النقرة المركزية، فإن عند الرؤية المركزة تنصب الأشعة الضوئية الآتية من عدسة العين على النقرة المركزية، وبالتالي تنتج أوضح صورة للشيء المرئي.
النقرة هي المسؤولة عن حدة النظر، فهي التي تقوم بالقراءة والسواقة. وتحيط بالنقرة بقعتين في الشبكية. البقعة المحيطة الأولى parafovea وسطية وفيها توجد طبقة من عصبون الشبكية Retinal ganglion cell مكونة من نحو 5 صفوف من الخلايا، كما توجد بها أعلى كثافة للخلايا المخروطية. وتوجد المنطقة المحيطة الثانية perifovea حول المنطقة الأولى، وهنا تحتوي كل طبقة خلايا عصبونات شبكية ganglion cell layer على أربعة صفوف من الخلايا؛ لهذا تكون كفاءة الرؤية أقل من كفاءة المنطقة الأولى. كما أن كثافة الخلايا المخروطية في المنطقة الثانية تكون أقل؛ حيث تصل كثافة الخلايا المخروطية في النقرة المركزية إلى 12 في كل 100 ميكرومتر. ويحيط بكل ذلك بقعة أكبر للرؤية المحيطية تعطي صورة واسعة ولكن أقل في حدية النظر. هذا النظام بأكمله هو ما يسمى بقعة الشبكية.
تُنقل المعلومات من النقرة إلى الدماغ بواسطة حوالي نصف عدد ألياف العصبونات في العصب البصري تقريباً. وأما بقية البيانات فتأتي من بقية الشبكية إلى الدماغ. يبلغ نصف قطر المنطقة الأولى المحيطة بالنقرة المركزية نحو 1.25 مليمتر؛ بينما يبلغ نصف قطر المنطقة الثانية نحو 2.75 مليمتر قطر من النقرة المركزية. هذا التشكيل هو ما يسمى بقعة الشبكية.

## بنيتها
النقرة المركزية هو منخفض في سطح الشبكية المقابل للعدسة، يبلغ اتساعها 1.5 مليمتر، وجميع مستقبلات الضوء فيها من الخلايا المخروطية المتخصصة في حدة الرؤية. كما تتميز النقرة بخلوها من الأوعية الدموية. وهذا يعمل على امتصاص الضوء من دون فقد أو تشتت، وحدة للرؤية. تلك البنية الخاصة للنقرة المركزية هي التي تجعلها منخفضة بقية عن سطح الشبكية. يحيط بالنقرة إطار يحتوي على عصبونات منزاحة عن النقرة؛ وهذا الإطار يعتبر اسمك بقعة في الشبكية.
توجد النقرة في منطقة خالية من الأوعية الدموية وتحصل على الأكسجين من الأوعية الدموية الموجودة في المشيمة أسفله (نحو خارج العين) عبر طبقة النسيج الطلائي الحامل للأصباغ وعبر ما يسمى «غشاء بروخ». وتعتبر الكثافة العالية للخلايا المخروطية في النقرة بالإضافة إلى خلوها من الأوعية الدموية هما العاملان اللذان يجعلان النقرة شديدة في حدة الرؤية.
تبلغ مقاييس مركز النقرة نحو 0.2 مليمتر - أي المركز حيث لا توجد سوى خلايا مخروطية مستقبلة للضوء ولا يوجد بينها أي من الخلايا النبوتية (الخلايا العصوية). يحوي مركز النقرة على عدد كثيف ومنضغط من الخلايا المخروطية (وهي حساسة لألوان الضوء)؛ دقيقة في شكلها قلمية، مختلفة عن شكل الخلايا المخروطية الأخرى الموزعة في الشبكية. تلك الخلايا في النقرة منظمة في تجمعات سداسية. وعلى حرف النقرة من الخارج يبدأ وجود خلايا نبوتية، وتبدأ كثافة الخلايا المخروطية تقل.

### اتساعها

يبين المنحنى شدة حدة الرؤية على مقطع أفقي للعين اليسرى عبر النقرة والبقعة العمياء (المحور الأفقي يبين الزاوية كما تقاس من مركز عدسة العين).

تشكل النقرة جزءًا صغيرًا من الشبكية؛ تقع مقابلة لعدسة العين على الشبكية، وهي المنطقة الوحيدة في الشبكية التي تبلغ حدة النظر فيها 20/20. وهي التي تقوم بالرؤية الحادة ورؤية تفاصيل الشيء المرئي وتميز ألوانه.
وكما في الشكل أعلاه عن تشريح العين نجد بقعة بالقرب من النقرة وبالتالي من بقعة الشبكية تسمى «البقعة العمياء»؛ توجد تلك البقعة العمياء في الشبكية عند عصب البصر، وتقل فيها الخلايا الحساسة للضوء.
يوضح الرسم البياني المجاور حساسية الشبكية للضوء في مقطع مار بالنقرة وبالبقعة العمياء؛ يبين المحور الرأسي مقدار الحساسية للضوء، ويبين ان أعلى حساسية للضوء تكون عند النقرة fovea.

## عملها
في الثدييات ومن ضمنها الإنسان تكون نسبة عصبونات الشبكية إلى الخلايا المخروطية نحو 2.5:1 في النقرة؛ وتحصل كل خلية عصبونية ganglion cell تقريبًا على بيانات من خلية مخروطية واحدة، منها تموّن كل خلية مخروطية بين 1 إلى 3 من الخلايا العصبونية (هذا البحث قام به أحمد وزملاؤه في عام 2003).
. وبناء على ذلك فإن حدة رؤية النقرة محدودة بكثافة توزيع الخلايا المخروطية المتراصة جنبًا إلى جنب، فتصبح النقرة ذات أعلى حساسية لرؤية تفاصيل الشيء المرئي.
الخلايا المخروطية الموجودة في النقرة مكونة من خلايا ترى اللونين الأحمر والأخضر. تلك الخلايا المخروطية هي الأشد دقة وهي المسؤولة عن الحدة البصرية للنقرة. (الخلايا المخروطية الأخرى الموزعة في الشبكية تكون أكبر حجمًا ومنها ما يرى اللون الأحمر ومنها ما يرى اللون الأخضر، وما يرى اللون الأزرق).

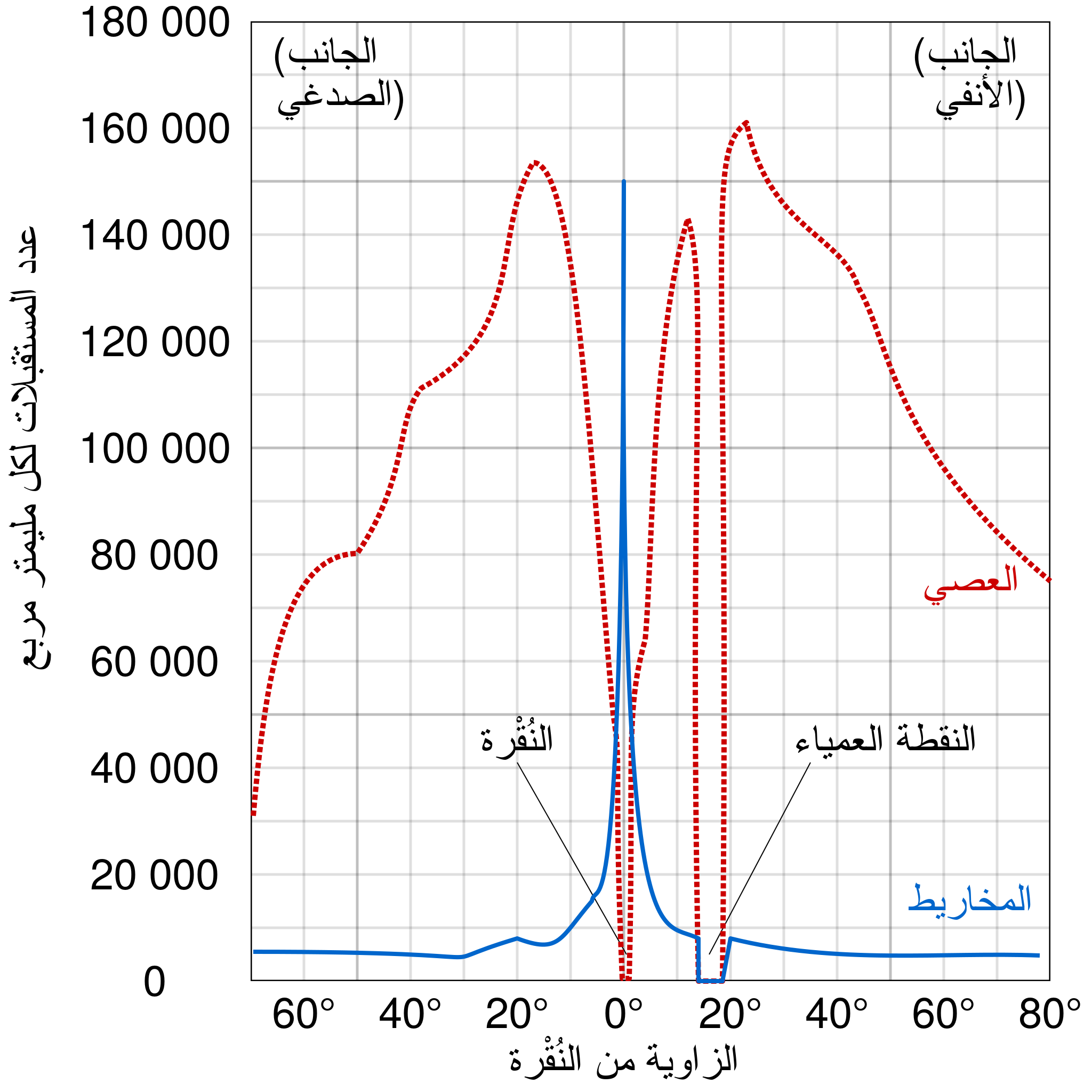
توزيع الخلايا النبوتية والمخروطية عبر النقرة المركزية والبقعة العمياء في عين الإنسان.

النقرة تقع في مواجهة العدسة ومجهزة للرؤية الدقيقة في الاتجاه الذي توجه إليه بتحريك العين. وهي تشغل نحو 1% من مساحة الشبكية، ولكنها تشغّل 50 % من القشرة البصرية المسؤولة في المخ عن الرؤية.
ترى النقرة زاوية درجتين اثنتين من حقل الرؤية الكلي (تعادل عرض إصبعين على امتداد الذراع)
. فإذا كان الشيء المرئي أكبر من ذلك، فلا بد للعين أن تنقل مركز رؤياها إلى أجزاء أخرى من الشيء لتراها بحدة؛ مثلما نفعل عند قراءة كتاب).
ونظرًا لأن النقرة لا تحوي خلايا نبوتية (خلايا عصوية) فهي لا تكون حساسة للضوء ضعيف. (في الضوء الضعيف وفي الليل تقوم الخلايا النبوتية بالرؤية نظرًا لحساسيتها الشديدة للضوء؛ وهي مع ذلك لا تميز الألوان). ولهذا يحاول الفلكيون رؤية نجوم ضعيفة عن طريق إزاحة العين عن النقرة، حيث توجد خلايا نبوتية بكثرة، فيستطيعون رؤية أجرام سماوية ضعيفة في لمعانها.
تحتوي النقرة على تركيز عالي من صبغيات كاروتينية صفراء تسمى لوتين و «زيكسانثين» zeaxanthin وهي مواد غذائية توجد في الجزر الشائع والسبانخ والمشمش. تلك المواد تقل في الخلايا العصوية. ويعتقد أن تلك المادتين تلعبان دورًا هامًا في وقاية العين من اللون الأزرق الشديد الذي يمكن أن يفسد الخلايا المخروطية.
كما تُزيد تلك المادتان من حدة رؤية النقرة عن طريق خفض حساسيتها للموجات الضوئية القصيرة، كما تعمل على خفض تأثير الزيغ اللوني. ويكون ذلك مصحوبًا بكثافة أقل للخلايا المخروطية الزرقاء الموجودة في النقرة المركزية. وتوجد أعلى كثافة للخلايا المخروطية التي ترى اللون الأزرق حول النقرة. وبالتالي تكون أشد حساسية لرؤية الضوء الأزرق أقل نسبيًا عن رؤية الألوان الأخرى؛ وتحدث عند 1° منزاحة عن مركز النقرة.

## معرض صور

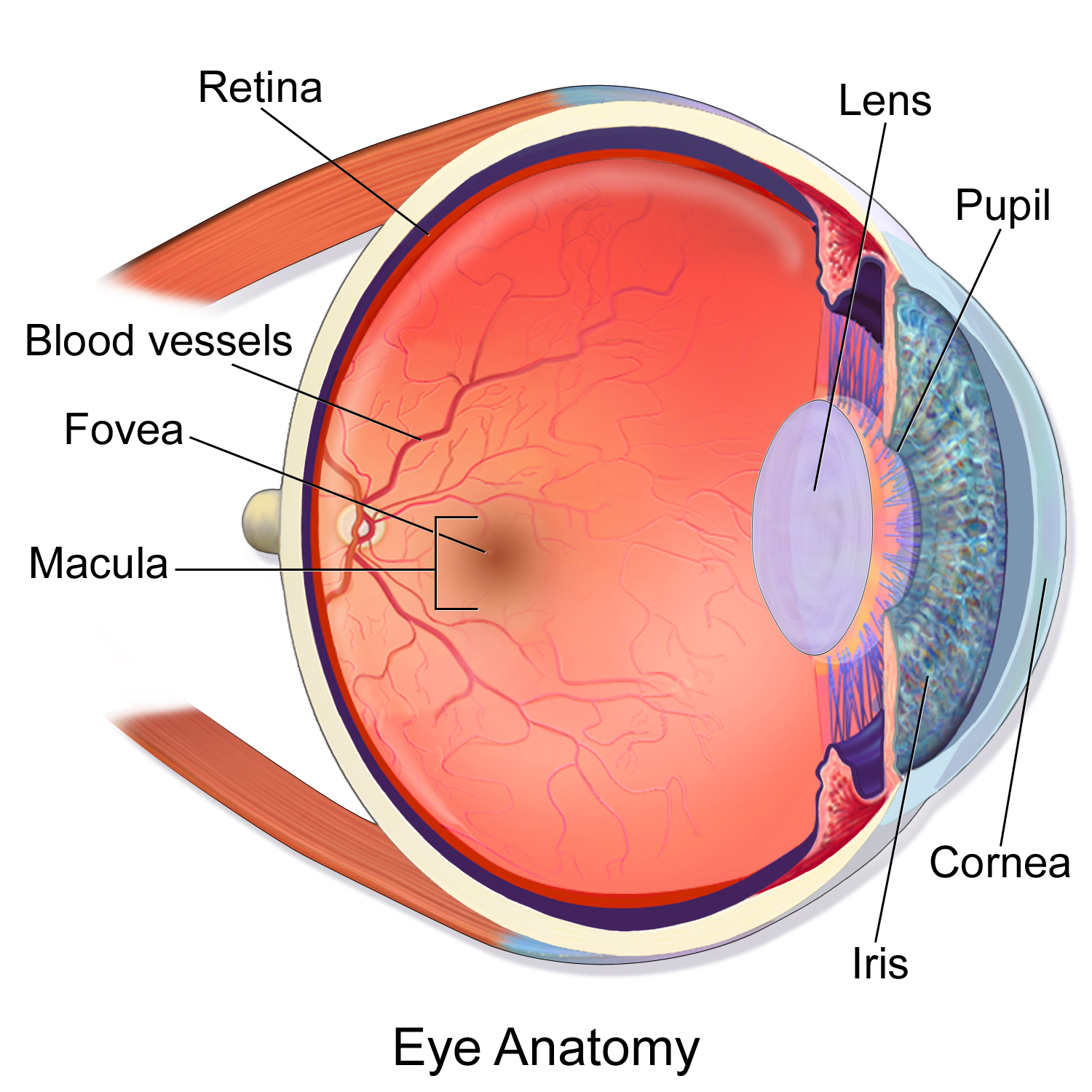
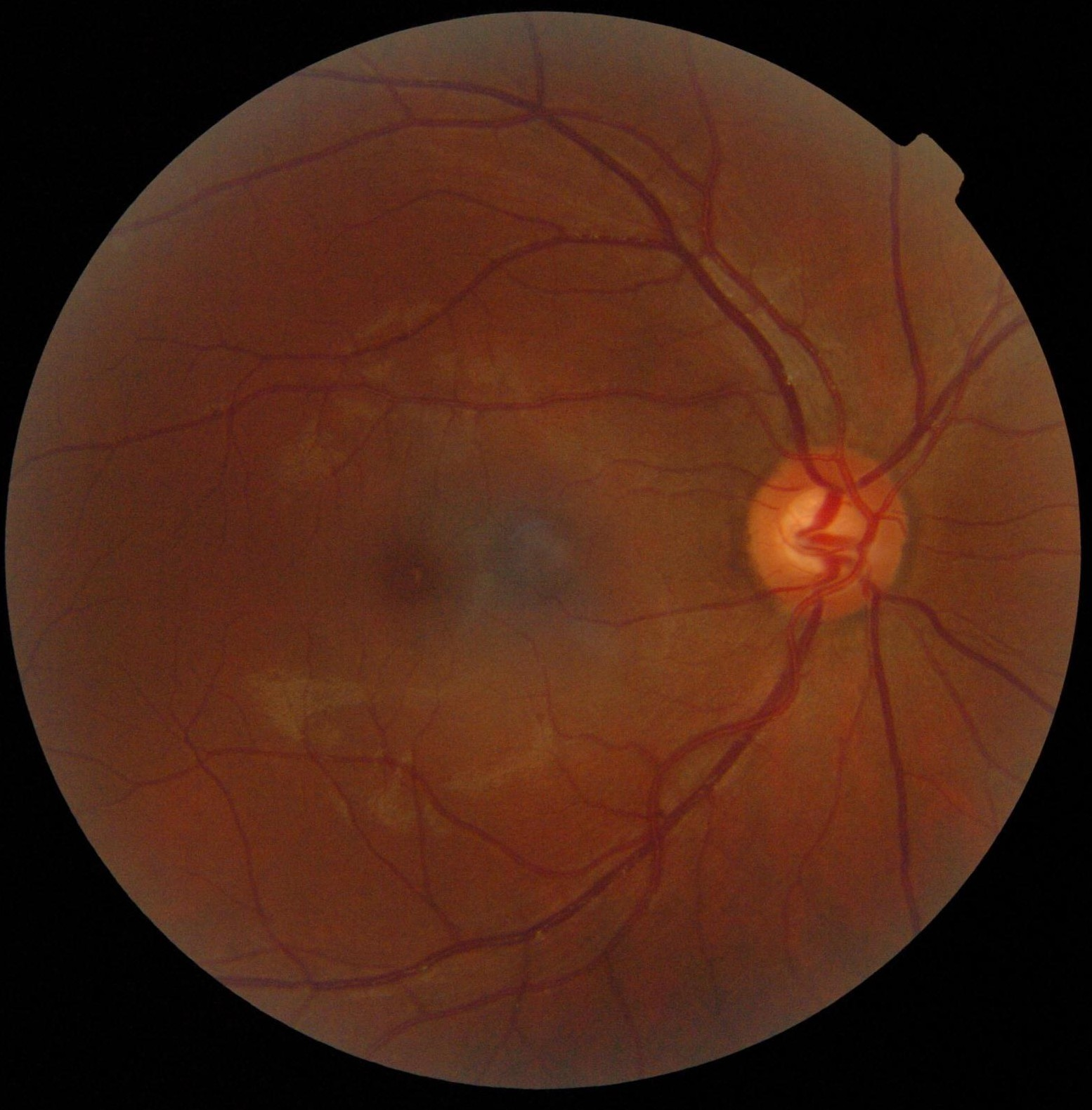
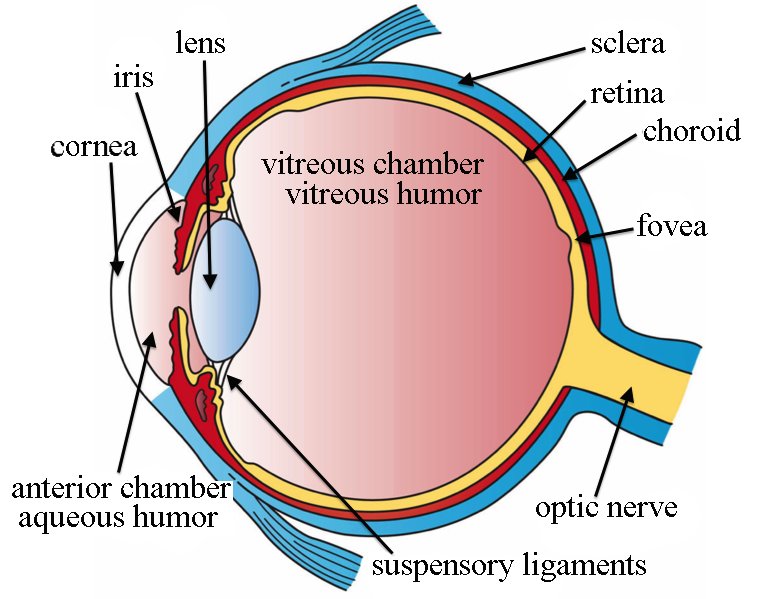

## اقرأ أيضاً
- حركة العين
- تنكس بقعي